# Iwan Mitrakow
Iwan Łukicz Mitrakow (ros. Ива́н Луки́ч Митрако́в, ur. 15 października 1905 we wsi Snopot w guberni orłowskiej, zm. 1995) – radziecki działacz państwowy.

## Życiorys
Od października 1925 do grudnia 1927 był kierownikiem gminnego oddziału edukacji narodowej w guberni briańskiej, od grudnia 1927 do grudnia 1928 służył w wojskach OGPU, od marca 1929 do października 1930 kierował Wydziałem Organizacyjno-Instruktorskim i przewodniczył komitetowi fabrycznemu w fabryce w obwodzie zachodnim (obecny obwód smoleński), w 1929 został członkiem WKP(b). Od października 1930 do stycznia 1931 był sekretarzem fabrycznej komórki WKP(b) w obwodzie zachodnim, od stycznia 1931 do stycznia 1932 kierował Wydziałem Agitacji Masowej Ludinowskiego Komitetu Rejonowego WKP(b) w obwodzie zachodnim, od stycznia do czerwca 1932 studiował w Tomskim Instytucie Górniczym, a od września 1932 do lipca 1937 w Moskiewskim Instytucie Górniczym im. Stalina. Od czerwca do września 1932 kierował wydziałem trustu torfowego w Smoleńsku, od września 1937 do stycznia 1939 był dyrektorem Swierdłowskiego Instytutu Górniczego, w styczniu-lutym 1939 kierownikiem Wydziału Przemysłowo-Transportowego Komitetu Obwodowego WKP(b) w Swierdłowsku (obecnie Jekaterynburg), a od 2 marca 1939 do 21 czerwca 1942 przewodniczącym Komitetu Wykonawczego Swierdłowskiej Rady Obwodowej.
Od czerwca do grudnia 1942 pełnił funkcję ludowego komisarza przemysłu materiałów budowlanych RFSRR, a od 22 grudnia 1942 do marca 1946 zastępcy przewodniczącego Państwowego Komitetu Planowania przy Radzie Komisarzy Ludowych ZSRR (Gospłanu ZSRR), od 30 marca 1946 do 20 sierpnia 1949 był I zastępcą ministra przemysłu materiałów budowlanych ZSRR, a od 20 sierpnia 1949 do 11 marca 1953 zastępcą ministra spraw wewnętrznych ZSRR. Jednocześnie od 30 września 1950 do lutego 1956 był szefem Głównego Zarządu Budownictwa Dalekiej Północny MWD ZSRR/Ministerstwa Metalurgii Kolorowej ZSRR (Dalstroja ZSRR) i od 30 listopada 1951 do lutego 1956 szefem Zarządu Północno-Wschodnich Poprawczych Obozów Pracy Głównego Zarządu Poprawczych Obozów i Kolonii Pracy (Gułagu) MWD ZSRR, następnie od lutego 1956 do października 1959 był zastępcą przewodniczącego Komitetu ds. Wynalazków i Odkryć przy Radzie Ministrów ZSRR, a od października 1959 do grudnia 1969 szefem wydziału tego komitetu, w grudniu 1969 przeszedł na emeryturę. W 1952 został odznaczony Orderem Lenina.